# Japanische Malerei
Japanische Malerei und Grafik wird nur ausnahmsweise unter eigens benannten Kunstepochen abgehandelt. Ab dem 15. Jahrhundert entstehen nach und nach verschiedene Schulen, die dann oft nebeneinander bis zum Ende des 19. Jahrhunderts existierten. Die politischen Epochen wie Heian-, Kamakura-, Muromachi- und Edo-Zeit helfen daher zwar bei der zeitlichen Einordnung, weniger jedoch bei der stilistischen.
Ab dem 18. Jahrhundert gibt es stilmäßige Überschneidungen zwischen den Schulen und Künstler, die sich nicht eindeutig einer Schule zuordnen lassen.

## Fachbegriffe
Malereien und Drucke haben in Japan viele Stile und benutzen unterschiedliche Untergründe.
Eine bildliche Darstellung, mit den Kanji: 絵 oder 画 geschrieben, wird mit der angehängten Lesung -e oder -ga angedeutet. Welches Zeichen man benutzt, hängt vom Stil des Bildes oder auch von seinem Untergrund ab. Bemalte Fächer erkennt man an der Form, so dass sich ein Zusatz erübrigt.
Je nach Form unterscheidet man zwischen (Maße: Höhe × Breite):
- kakemono, kakejiku (掛軸): Hängerollen, z. B. 175 cm × 65 cm[1]
  - nibuku tsui (二幅対), sanbuku tsui (三幅対) bezeichnet eine Hängung von zwei bzw. kakemono nebeneinander.
- emaki (絵巻): Querrollen, ca. 40 cm hoch und bis zu 400 cm lang
- gajō (画帖) Albumblätter, z. B. 29 × 22 cm
- ehon (絵本): bebilderte Bücher in verschiedenen Formaten

Die feste malerische Ausstattung eines Raumes nennt man zusammenfassend shōheki-ga (障壁画). Im Einzelnen sind dies:
- heki-ga (壁画): Wandmalereien,
- Malerei auf den papierbespannten Schiebetüren zwischen Zimmern, den Shōji,
- fusuma-e (襖絵): Malerei auf den mit Papier beklebten Holz-Schiebetüren,
- sugito (杉戸): Malerei direkt auf die Holz-Schiebetüren,
  - fusuma und sugito werden immer in Paaren oder als Viererkombination gefertigt. Man erkennt sie leicht an der an einer Seite mittig angebrachten Griffvertiefung.

Als beweglicher Schmuck dient der Stellschirm byōbu, dessen Bemalung byōbu-e genannt wird. In der Regel wird ein Paar angefertigt.
Bei bemalten oder mit Kalligraphie versehenen Fächern unterscheidet man:
- ōgi: faltbare Fächer und
- uchiwa: feststehende Fächer.

## Beginn (8. Jahrhundert – 1333)

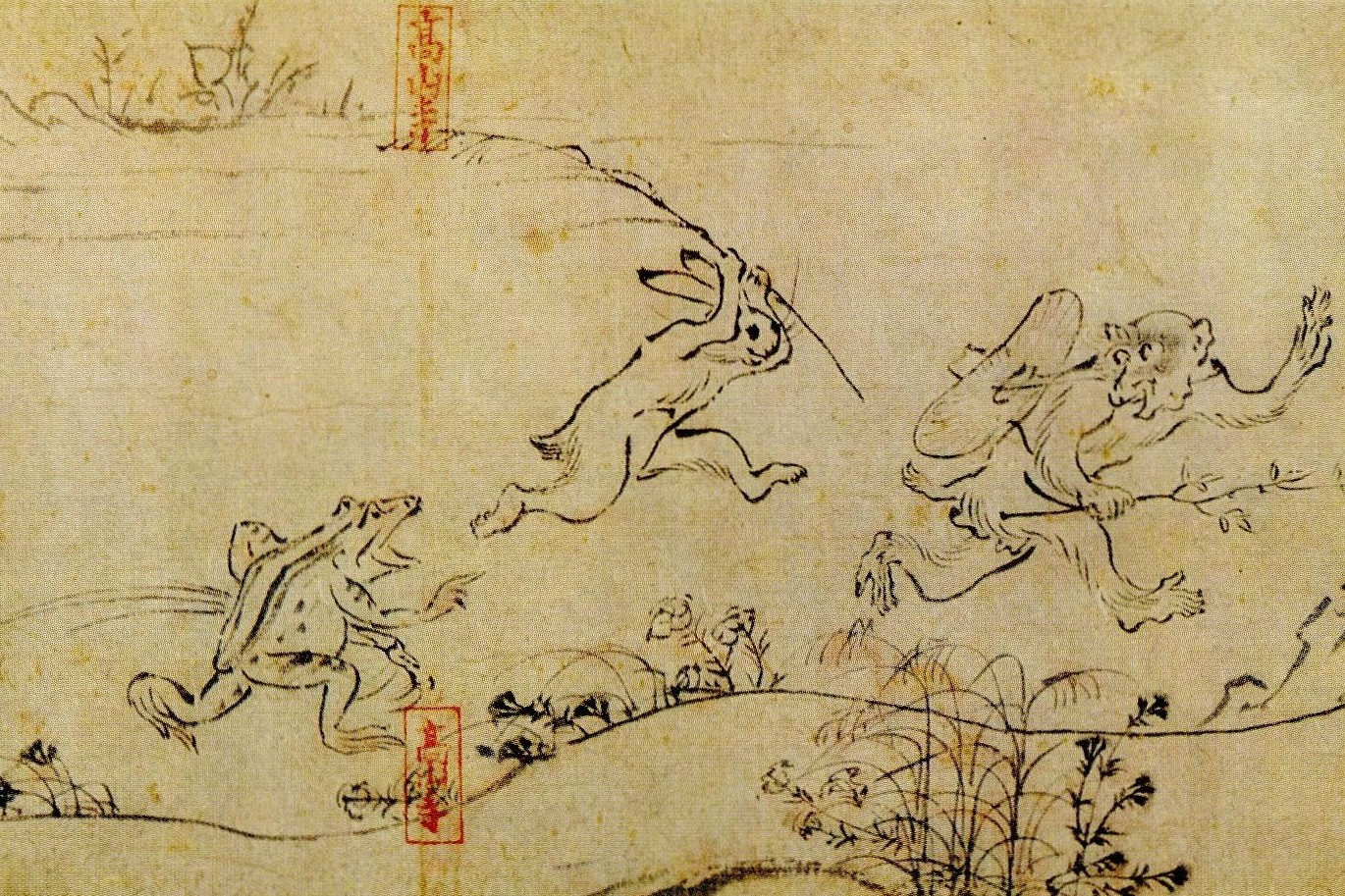
Bildrolle mit Lustigen Tieren (Detail)

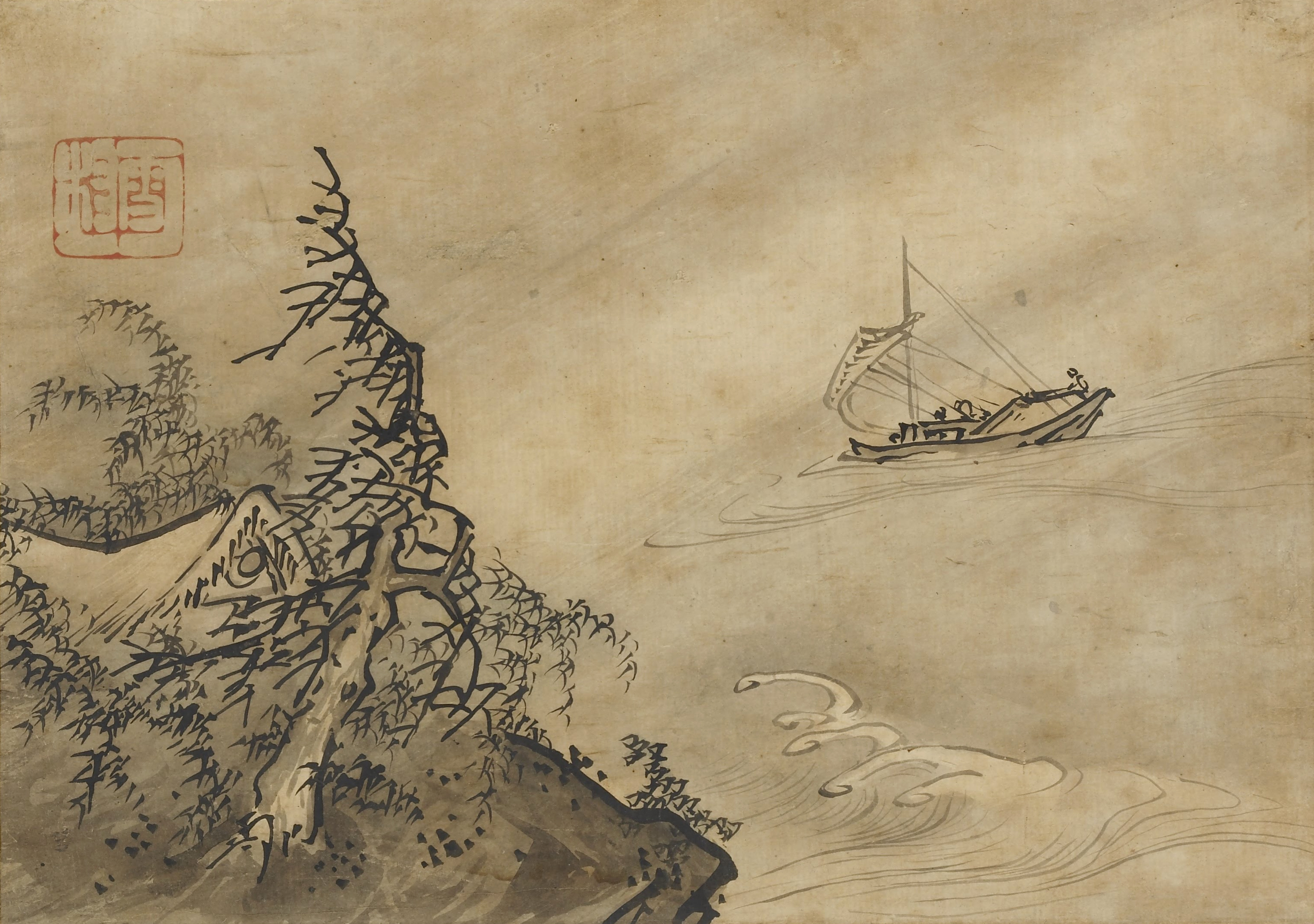
Sesson

Frühe erhaltene Malereien findet man im Hōryū-ji, einem Tempel, der nach einem Brand bis etwa 710 wieder aufgebaut wurde. Die dortigen Wandgemälde zeigen die Götter noch ganz im Stil der Tang-Zeit (China). In der Heian-Zeit (784–1185) kommt mit dem esoterischen Buddhismus auch das Mandala in seinen zwei unterschiedlichen Ausprägungen Kongōkai (etwa „Diamantene Welt“)-Mandala und Taizō (etwa „Mutterschoß“)-Mandala nach Japan. Die buddhistische Malerei mit ihren Heiligenbildern ist nun stärker japanisch geprägt. Daneben entwickelt sich ein nationaler Stil der Geschichten erzählenden Bilder, das Yamato-e. Bekanntestes Beispiel ist das Genji-Monogatari aus dem 12. Jahrhundert – ein Sonderfall sind Bildrollen des Tempels Kōzanji bei Kyōto aus dem Ende der Heian-Zeit. Auf ihnen finden sich Schabernack treibende Affen, Frösche usw. Sie werden als ironisierende Betrachtung der Obrigkeit gedeutet.
Die Kamakura-Zeit (1185–1333) ist das Zeitalter der Bildrollen zur Geschichte von Tempeln und Schreinen, den engi, z. B. das Kitano Tenjin engi, das das Leben des Sugawara no Michizane (845–903) nachzeichnet. Ein Beispiel aus dem politischen Bereich ist das Heiji Monogatari, das auf Streitereien am Hofe verweist, die im Jahre Heiji 1 (1159) begannen.

## Muromachi-Zeit (1333–1573)
Nach der Wiederaufnahme der Beziehungen zu China macht sich neuer chinesischer Einfluss bemerkbar, die monochrome Tuschmalerei wird zum vornehmsten Ausdrucksmittel. Maler, deren Namen nun überliefert sind, wirkten oft in Klöstern, wie z. B. Shūbun (?–?), Sesshū (1420–1506), Sesson (1504–?). Am Ende der Epoche entsteht, begründet durch Kanō Masanobu (1434–1530), die Kanō-Schule und die auf Yamato-e zurückgreifende Tosa-Schule, deren erster wichtiger Vertreter Tosa Mitsunobu (?–1522) war.

## Momoyama-Zeit (1573-frühe Edo-Zeit, ca. 1630)

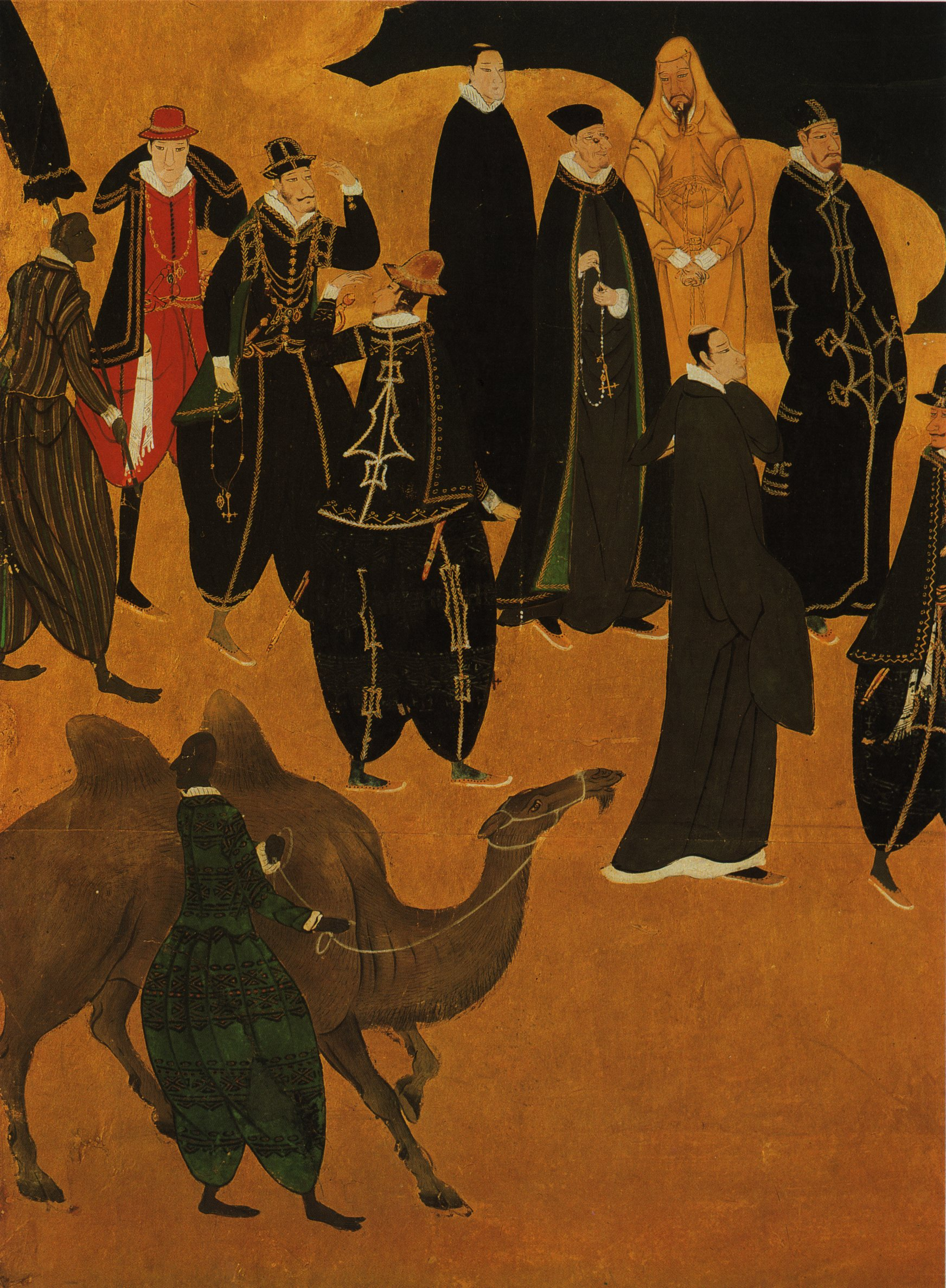
Namban-e

Die Muromachi-Zeit endete mit der Vertreibung des letzten Shōgun aus dem Hause Ashikaga 1573 durch Oda Nobunaga. Als Momoyama-Zeit, auch Azuchi-Momoyama-Zeit wird nun eine Kunstepoche hervorgehoben. Sie hat ihren Namen von Nobunagas Burg Azuchi am Biwa-See und dem Momoyama bei Uji, dem Berg, auf dem sein Nachfolger Toyotomi Hideyoshi seine Burg hatte. Die Residenzen dieser neuen Herren wurden von den Meistern der Kanō-Schule ausgeschmückt, die neben Tuschmalerei nun auch eine farbenprächtige Malerei auf Goldgrund, den sogenannten Dekorativen Stil, entwickelten.
Namban-Kunst: In der Zeit um 1600 vermittelten die in Japan missionierenden Jesuiten europäische Kunst. Die Missionierung endete mit der Landesabschließung um 1640, aber einige Beispiele von Heiligenbildern und Stellschirmen dieser Kunst haben die Zeit überlebt. Zu dieser Richtung werden auch die Stellschirme mit Darstellungen der Portugiesen und Spanier in Nagasaki gezählt.
Momoyama-Genremalerei: Nachdem unter Tokugawa Ieyasu im Lande Ruhe eingetreten war, entwickelte sich innerhalb des erstarkten Bürgertums eine neue Kunst, naturbezogen und frei von den klassischen, China-orientierten Anspielungen: Genre-Bilder (風俗画, fūzoku-ga) genannt. Einige schöne Stellschirme unbekannter Künstler sind aus dieser Zeit erhalten geblieben. Ein bedeutender Maler dieser Zeit ist Tawaraya Sōtatsu, tätig um 1600, genaue Lebensdaten unbekannt, ursprünglich ein Hersteller bemalter Fächer, der verschiedene Nationalschätze und Wichtige Kulturgüter schuf.

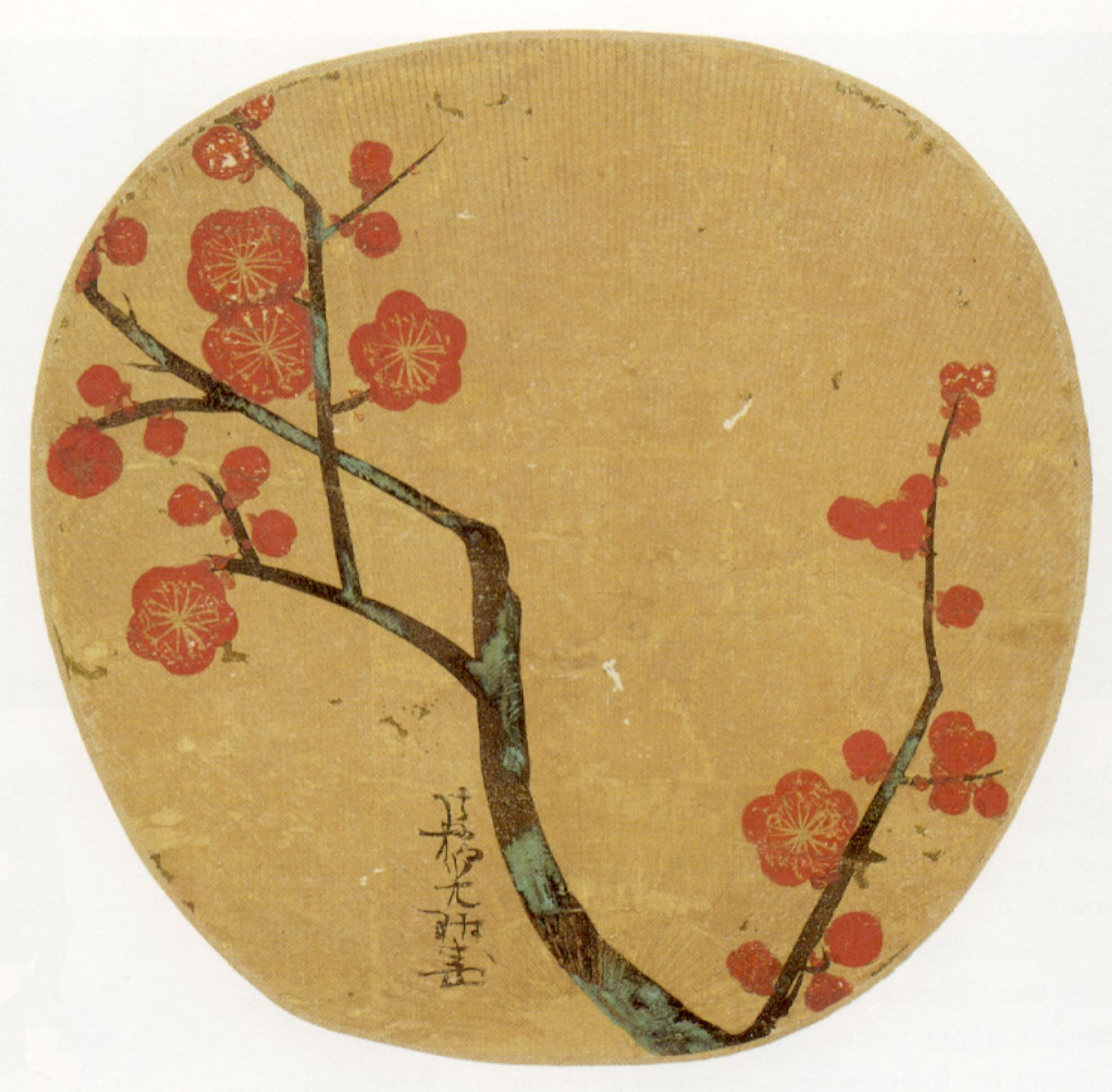
Ogata Kōrin (Fester Fächer)

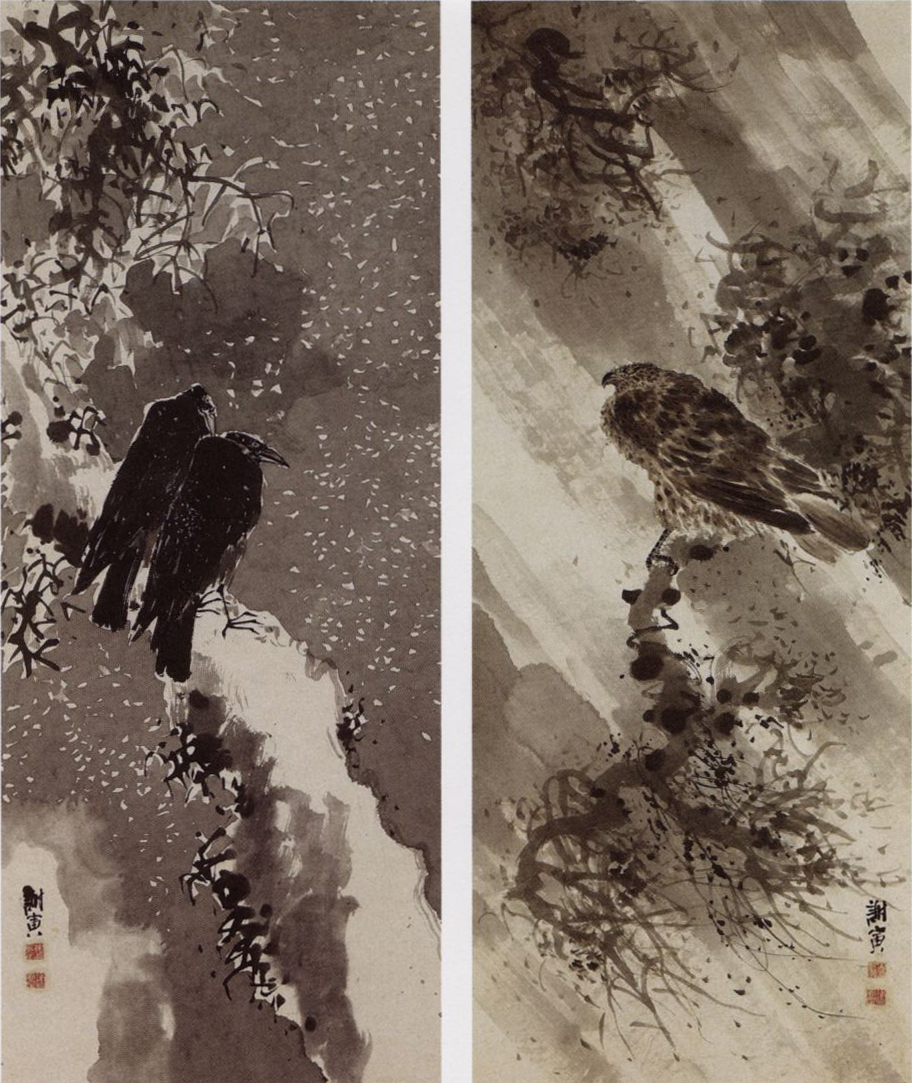
Yosa Buson

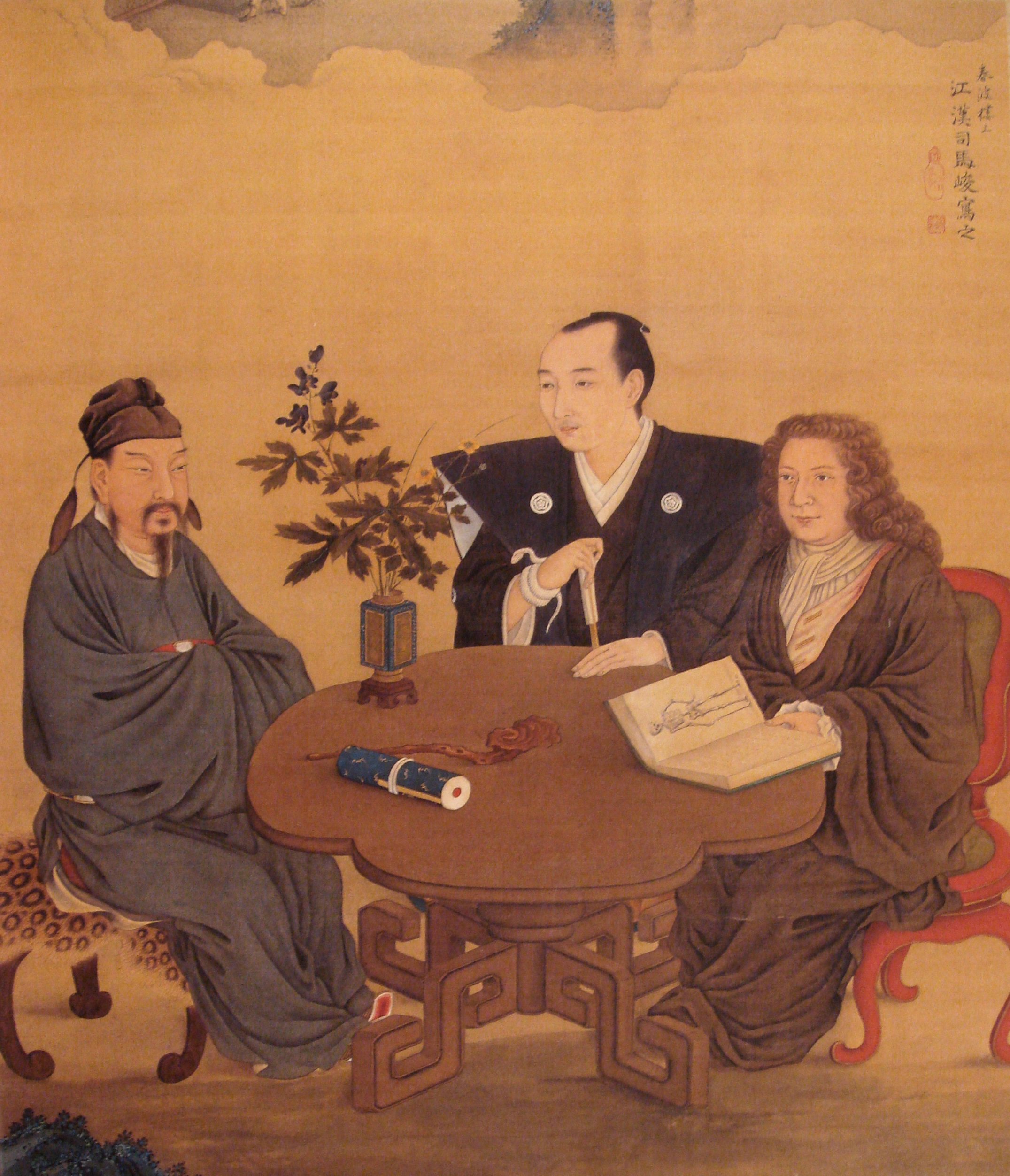
Shiba Kōkan: China, Japan und der Westen

## Mittlere und späte Edo-Zeit (ca. 1630–1868)
In der Edo-Zeit entwickelte sich ein vermögendes Bürgertum, was zu einer Entwicklung neuer Stile führte, die sich teils am Yamato-e orientierten, die teils aber auch weiterhin Einflüsse von China und Europa aufnahmen.
Ukiyo-e: In den sich schnell entwickelnden Großstädten Edo und Ōsaka begannen die Bürger illustrierte Bücher zu lesen, es begann die Zeit der Ukiyo-e, Bilder der fließenden Welt. Erster Vertreter dieser Richtung war Hishikawa Moronobu (1618?–1694), heute listet man mehrere hundert Künstler auf, die der großen Nachfrage entsprechend dem Stil folgten. Bekannte Vertreter dieser Stilrichtung sind z. B. Suzuki Harunobu, Torii Kiyonaga, Kitagawa Utamaro, Tōshūsai Sharaku, Katsushika Hokusai und Utagawa Hiroshige.
Rimpa: Auf den bereits erwähnten Sōtatsu berief sich Ogata Kōrin (1658–1716), unter dessen Werken sich Nationalschätze befinden. Kōrin hatte keinen direkten Nachfolger, aber 100 Jahre später berief sich Sakai Hōitsu (1761–1828) auf ihn, dem dann Suzuki Kiitsu (1796–1858) als Schüler folgte. Diese Maler werden, zusammen mit Sōtatsu, zur Kōrin-Schule (jap. Rimpa) zusammengefasst.
Ōtsu-e: Das sind in der mittleren Edo-Zeit in der Gegend um Ōtsu am Biwa-See verkaufte Bilder mit buddhistischen, aber auch mit humoristischen Darstellungen in den Farben Gelb, Rot und Schwarz. In Ōtsu befindet sich der berühmte Mii-dera, außerdem kommen dort die Überlandstraßen Tōkaidō und Nakasendō zusammen.
Nanga: Mitte des 18. Jahrhunderts entstand eine Richtung, die sich an der chinesischen Gelehrtenmalerei orientierte. Die Künstler waren gebildete Amateure, die einen lockeren Stil pflegten. Für Bilder dieser Art hat sich in Japan die Bezeichnung Nanga – Bilder der (chinesischen) Süd-Schule – eingebürgert. Prominente Vertreter sind Yosa Buson (1716–1783), Ike (no) Taiga (1723–1776), Uragami Gyokudō (1745–1820), Tani Bunchō (1763–1840). Als letzter Vertreter des Nanga-Stils gilt Tomioka Tessai (1836–1924).
Nanpin-Schule: Vom Chinesen Shen Quan (jap. Shin Nanpin) bei einem Aufenthalt in Nagasaki 1731–33 vermittelt, entwickelte sich dort ein Stil von Blumen- und Tierbildern, der einen über China vermittelten europäischen Einfluss erkennen lässt. Sō Shiseki (1715–1786) und Kimura Kenkadō (1736–1802) gehören zu dieser Richtung.
Nagasaki-Holzschnitte: In Nagasaki entstanden auch Holzschnitte meist unbekannter Künstler, die das Leben und Treiben der Holländer und Chinesen zum Thema haben.
Maruyama-Shijō-Schule: Nachdem der Shōgun das Studium westlicher Bücher erlaubte, orientierten sich Künstler wie Maruyama Ōkyo (1730–1795) und Matsumura Gekkei (1752–1811), der auch als Goshun signierte, an der westlich-realistischen Darstellungsweise. Nach dem Sitz der Schulen in der Shijō-Straße in Kyōto ist diese Richtung benannt. Auch die Kishi-Schule mit Ganku als Begründer gehört zu dieser Richtung.
Ranga: Einige Maler übernahmen über Kontakte mit der holländischen Handelsstation in Nagasaki fast vollständig den europäischen Malstil der Zeit, malten mit Ölfarben, benutzten den Kupferstich. Bilder dieser Schule werden als Ranga bzw. als Yōfuga, Seiyōga bezeichnet. Ein früher Verfechter war Hiraga Gennai (1728–1779), wichtiger Vertreter ist Shiba Kōkan (1774–1818), auch Takahashi Yuichi (1828–1894) kann man noch dazu rechnen.

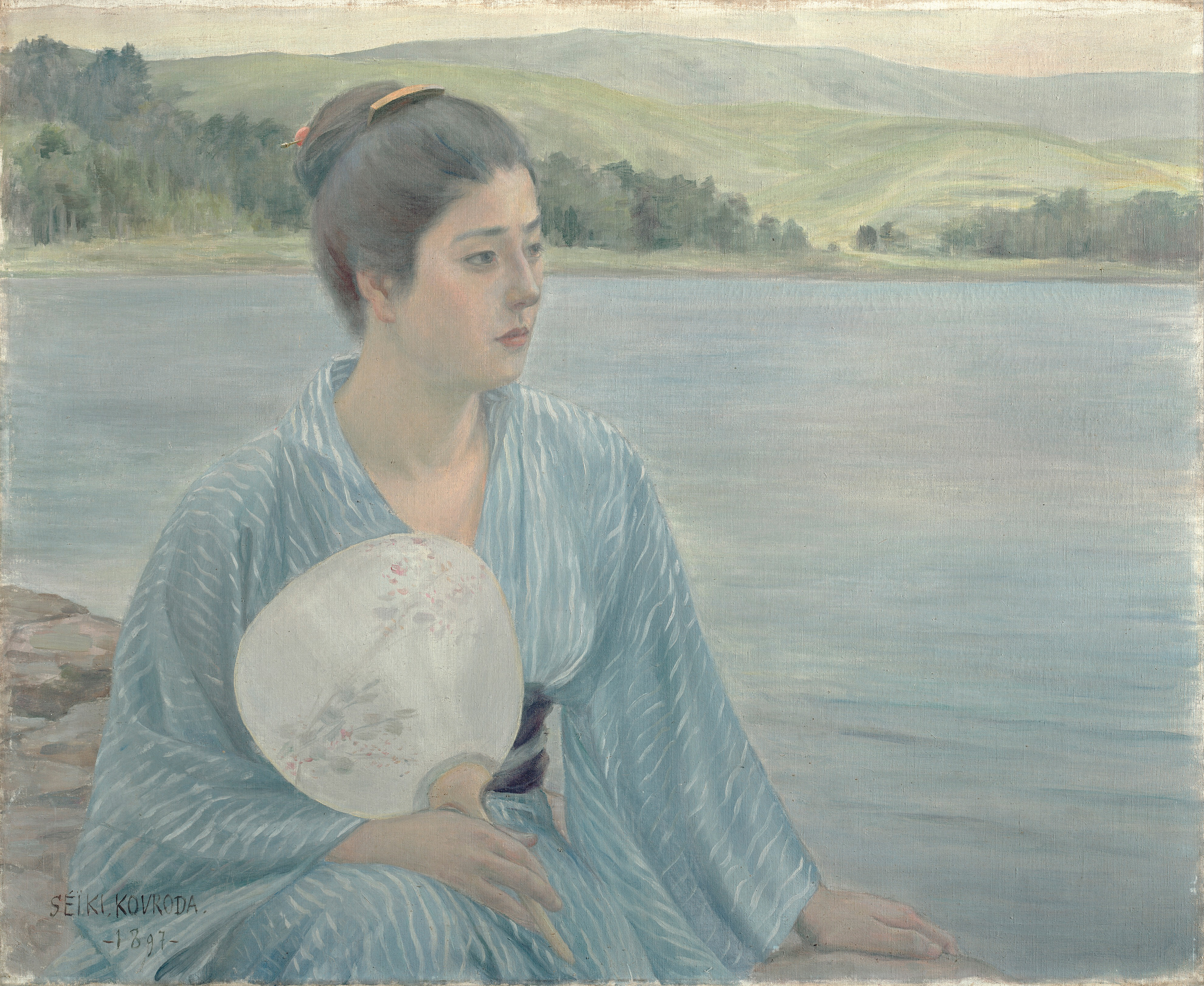
Kuroda Seiki (1897)

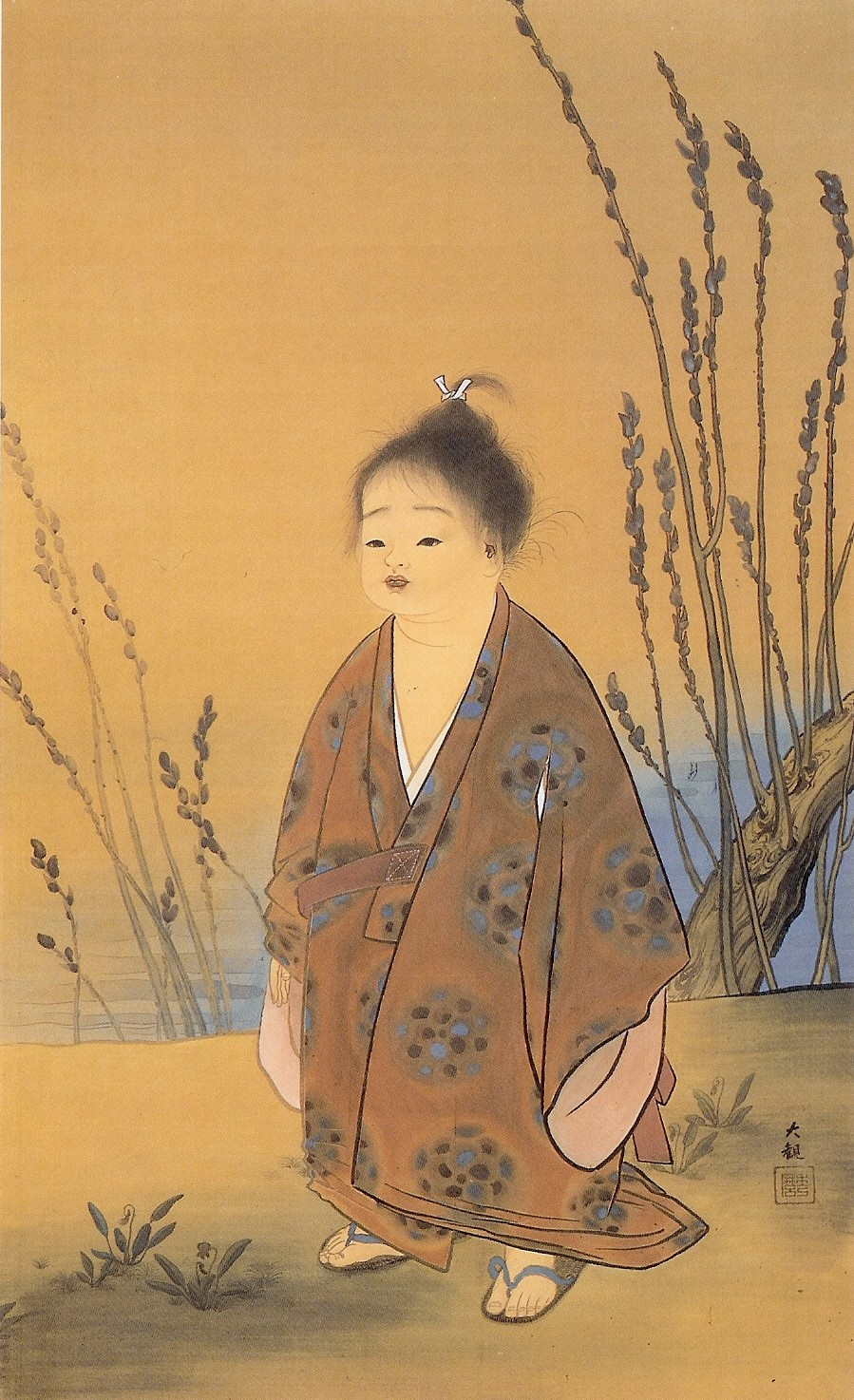
Yokoyama Taikan: „Muga“ (1897)

## Meiji-Zeit (1868–1912)
Die Meiji-Restauration 1868 setzte eine Modernisierungswelle in Gang, die auch die Malerei erfasste. Während die alten Malschulen erloschen, kümmerte sich nun der Staat um die Ausbildung. Zunächst errichtete das Industrieministerium Kōbu-shō für die bildende Kunst, die man als Handwerk verstand, 1876 eine Kunstschule (Kōbu bijutsu gakkō). Man orientierte sich an der italienischen Kunst und berief den Maler Antonio Fontanesi (1818–1882), den Bildhauer Vincenzo Ragusa (1841–1927) und später den Architekten Cappelletti (1847–1887) an die Schule. Zu den bekannten Schülern von Fontanesi gehört Asai Chū (1856–1907). Im Januar 1883 wurde die Schule geschlossen, aber die Malerei im Westlichen Stil — Yōga – war etabliert. Eine Reihe von Japanern studierte im Ausland, vorzugsweise in Frankreich, wie z. B. Kuroda Seiki (1866–1924).
1887, nach einer Pause von vier Jahren, wurde dann auf Drängen von Okakura Kakuzō und Ernest Fenollosa vom Kultusministerium die Kunstschule Tōkyō (Tōkyō bijutsu gakkō) gegründet, die bis 1949 bestand. Gründungsdirektor der Kunstschule wurde der Kulturpolitiker Hamao Arata (1849–1925), 1890 übernahm dann Okakura die Leitung. Okakura ging es um die Weiterführung der klassischen japanischen Malerei in modernisierter Form, die als Malerei im Japanischen Stil (Nihonga) gelehrt wurde. Beispielhaft ist Yokoyama Taikan (1868–1958). Eine eigenständige Nihonga-Linie etablierte sich in Kioto um Takeuchi Seihō (1864–1942) in Nachfolge der dortigen Maruyama-Shijō-Schule.
1896 wurde an der Schule eine Abteilung für Malerei im westlichen Stil, Yōga, eingerichtet. In den Jahren darauf kam es zu Spannungen zwischen beiden Stilrichtungen. 1898 trat Okakura schließlich zurück und gründete in Tokio eine private Kunstschule (Nihon Bijutsuin), wohin ihm die Nihonga-Maler folgten.
Das Kultusministerium organisierte ab 1907 jährliche Kunstausstellungen, Mombushō bijutsu tenrankai, abgekürzt Bunten mit den Abteilungen Malerei (sowohl Yōga, wie auch Nihonga) und Skulptur.
In der Holzschnittkunst kam es zu Veränderungen. Yamamoto Kanae (1892–1946) verzichtete unter Einfluss des westlichen Holzschnittes auf die traditionelle Arbeitsteilung, bei der der Künstler nur die Vorlage lieferte und die Realisierung als Druck professionellen Werkstätten überließ. Später folgten ihm weitere Künstler; die nun durchgehend selbst geschaffenen Werke werden Kreative Holzschnitte (Sōsaku-hanga) genannt. Beigetragen zu dieser Entwicklung hat die seit 1911 erscheinende Zeitschrift „Die Birke“ (Shirakaba) beitrug. Deren Herausgeber-Kreis um Mushanokōji Saneatsu organisierte verschiedentlich Ausstellungen mit europäischer Kunst, wobei aus Kostengründen vorwiegend Graphik gezeigt wurde.

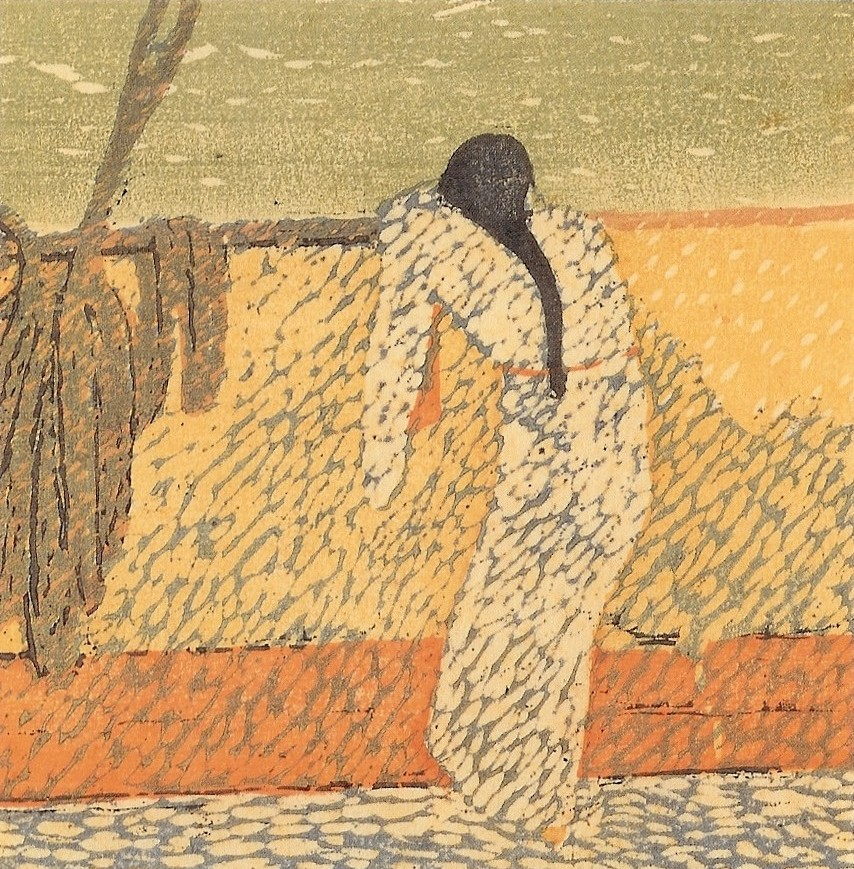
Yamamoto Kanae (1912)

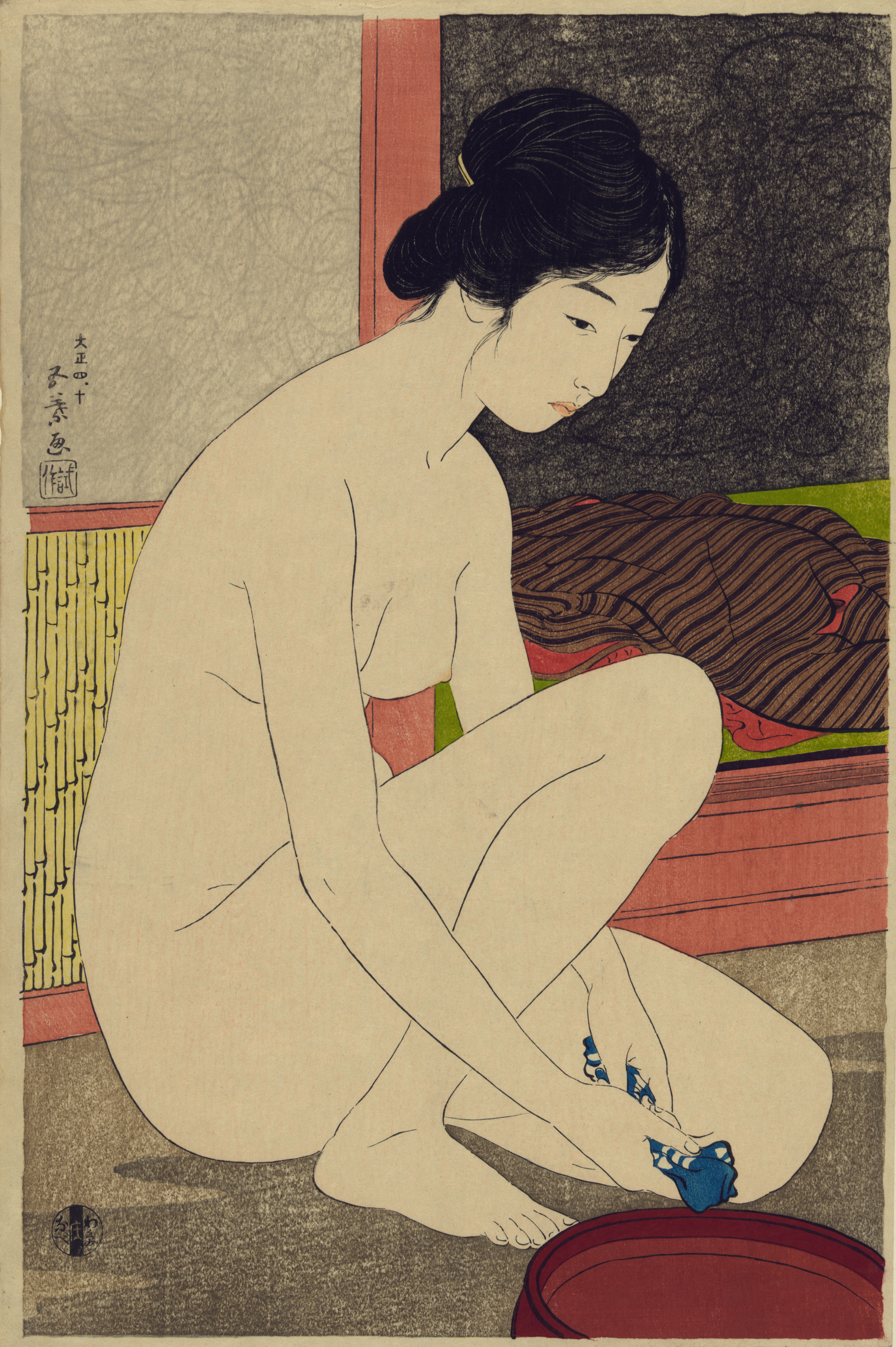
Hashiguchi Goyō: „Yuami“ (1915)

## Taishō- und Shōwa-Zeit (1912–1989)
Malerei wurde weiterhin in den beiden Stilrichtungen Yōga und Nihonga nebeneinander gelehrt und praktiziert. Während Yōga Fauvismus und Expressionismus verarbeitete und sich auch inhaltlich auf die Gegenwart bezog, nahm Nihonga neben seiner Landschafts- und Historienmalerei nur langsam neue Themen auf und blieb auch bei der Festlegung auf Gouachemalerei.
Bei der Graphik kam eine weitere neue Linie dazu. Da das Interesse der Ausländer an gehaltvollen japanischen Holzschnitten nicht mehr aus den abnehmenden Altbeständen zu befriedigen war, kam der Kunsthändler Watanabe Shōzaburō (1885–1962) auf die Idee, in der Nachfolge des Ukiyo-e nun von lebenden Künstlern neue Bilder schöner Frauen der Gegenwart u. a. produzieren zu lassen. Der im Jahr 1915 hergestellten Holzschnitt Yuami (Im Bad) von Hashiguchi Goyō (1880–1921) war der Beginn des Neuen Holzschnitts, des Shin-hanga.
Mit der Gründung der Kaiserlichen Akademie der schönen Künste (Teikoku bijutsu-in) im Jahr 1919 übernahm diese vom Kultusministerium die Organisation der Staatlichen Ausstellung, die nun abgekürzt Teiten hieß.
1945 brachte Japan die militärische Niederlage. Im Unterschied zu Deutschland blieb das Staatsoberhaupt, der Tennō, im Amt. Auch das Parlament, zwar eingeschränkt durch die Vorgaben der Besatzungsmacht, blieb im Amt. Die Niederlage wurde als rein militärisch empfunden, zumal das Land auch nicht einem der Entnazifizierung entsprechenden Vorgang unterzogen wurde. Das muss man berücksichtigen, wenn man in Kunst-Museen (oder zumindest in deren Museumskatalogen) Bilder von Militärführern des Zweiten Weltkrieges begegnet. In den letzten Jahren hat man sich darüber hinaus entschlossen, in öffentlichen Museen auch den Krieg verherrlichende Bilder zu zeigen, um das hohle Pathos für alle deutlich zu machen.
1947 wurde die Kaiserliche Akademie wieder einmal umbenannt, sie heißt seitdem Japanische Akademie der Künste (Nihon geijutsu-in). Die Teiten‚ die seitdem Nitten heißt, wird seit 1983 von einer eigens dafür gegründeten privaten Trägervereinigung ausgerichtet.
1951 und 1955 konnte die japanische Kunst auf der Biennale von São Paulo Erfolge feiern. In den späteren Jahren folgten die Künstler immer mehr globalen Trends, so dass man heute eher von Kunst in Japan als von Japanischer Kunst sprechen muss. Im Zuge dieser Entwicklung sind immer weniger Künstler bereit, sich nach Yōga oder Nihonga klassifizieren zu lassen.

## Wissenswertes
- Die in der Meiji-Zeit entstandene strikte Trennung der beiden Stilrichtungen Nihonga und Yōga ist ziemlich einmalig in der Kunstgeschichte: alle Verzeichnisse bildender Künstlern führen diese bis in die Gegenwart in zwei getrennten Abteilungen auf.
- Viele Künstlervereinigungen der Meiji-Zeit existieren bis heute und veranstalten jährlich ihre großen Ausstellungen. Heute sind sie offen für jede Stilrichtung.
- Verstorbenen Künstlern wird – bis in die Gegenwart – oft ein eigenes Museum gewidmet, meist an ihrem Wirkungsort.